# Dipylon
Il Dipylon era una porta cittadina monumentale di Atene, in Grecia.

## Storia
Costruita all'ingresso nord-occidentale di Atene nel IV secolo a.C., aveva una doppia entrata (da cui il nome) e conduceva al Ceramico, così detto perché un tempo quartiere dei vasai.
La prima fase di edificazione risale in realtà già all'epoca delle mura di Temistocle (479-478 a.C.).
Nei suoi pressi alcuni scavi archeologici del 1871 hanno portato alla luce una necropoli proto-storica, con sepolture risalenti tra il IX ed il VII secolo a.C.; in seguito è stato rinvenuto anche il sepolcro comune Demosion sema del V secolo a.C., destinato a onorare i caduti in guerra.
La Via Panatenaica fu tracciata dai Pisistratidi per condurre la processione delle Panatenee dal Dipylon all'Acropoli.

## Ritrovamenti archeologici

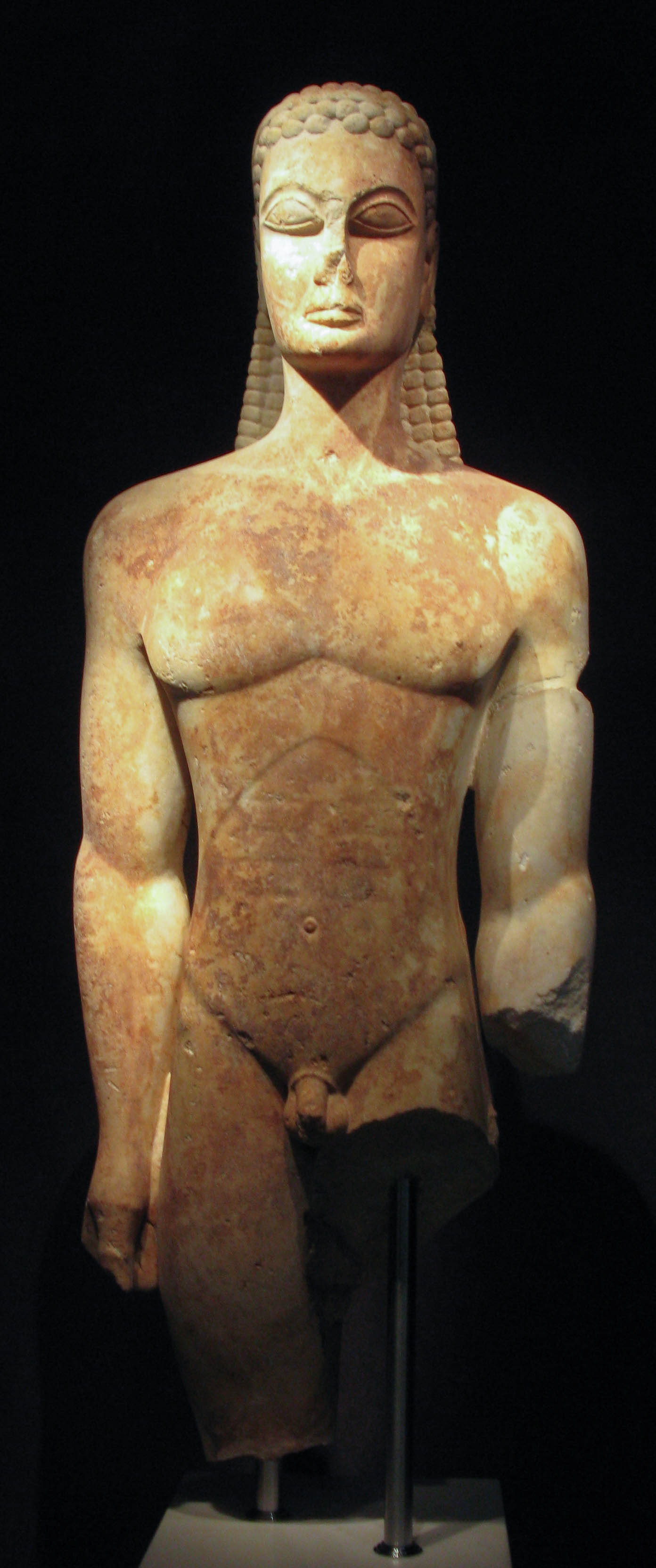
Kouros dall'area del Dipylon. Atene, Museo del Ceramico.

Nell'area della necropoli del Dipylon, situata lungo la via sacra tra la porta sacra e l'antico fiume Eridano, sono stati ritrovati frammenti di sculture "adagiati in orizzontale sotto il battuto della strada per consolidare il terreno paludoso; la deposizione è da attribuire alla prima fase della porta".
Insieme ai frammenti è stato rinvenuto un kouros in marmo insulare, alto circa 2 metri, "privo di quasi tutta la gamba sinistra e della destra fino al ginocchio. Il volto ovale con i grandi occhi a mandorla dal taglio netto, ancora privo del sacco lacrimale, e la raffinata acconciatura a perloni riflettono lo stile del cosiddetto Maestro del Dipylon, autore di un altro kouros monumentale, del quale resta la testa". Quest'ultima è stata ritrovata nelle mura di Temistocle che circondano l'Acropoli, e mostra come lo scultore sia ancora "legato alle dimensioni geometriche del blocco".